# خان ميبد
خان ميبد (بالفارسية: کاروانسرای میبد) هي خان تاريخية تعود إلى عصر السلالة الصفوية، وتقع في ميبد.